# Wim Jacobs (Zone Stad)
Wim Jacobs is een personage uit de Vlaamse politieserie Zone Stad en wordt gespeeld door Ivan Pecnik. Het personage was een hoofdrol in de eerste drie seizoenen, in het vierde en vijfde seizoen kwam het personage terug in gastoptredens. In het achtste seizoen keert het personage terug in de reeks.

## Seizoen 1
Wim Jacobs is commissaris. Hij is een man met ambitie en aast dan ook openlijk op de job van hoofdcommissaris An Treunen.
Wim is een echte vrouwenloper en heeft een affaire met Katrien, een hulpagente. Wanneer Katriens man erachter komt, slaat hij haar in elkaar. Wim wil niets meer met Katrien te maken hebben en de agente zint op wraak. Ze beschuldigt Wim ervan haar verkracht te hebben en hij wordt dan ook geschorst. Uiteindelijk bekent Katrien haar leugens en wordt ze overgeplaatst. Wim krijgt eerherstel.
Wanneer de nieuwe hulpagente Gwennie haar intrede doet, ziet Wim haar al meteen zitten. Het duurt dan ook niet lang of de twee beginnen een relatie.

## Seizoen 2
Commissaris Wim Jacobs is in zijn nopjes: hij zit tijdelijk op de stoel van hoofdcommissaris Treunen. Het team ziet hem echter helemaal niet zitten als chief, en iedereen is dan ook blij wanneer An terugkeert.

## Seizoen 3
Tussen Wim en Gwennie gaat het de laatste tijd helemaal niet zo goed. Wanneer na een hevige ruzie tussen de twee Gwennie vermist wordt en later haar lichaam wordt teruggevonden, is Wim hoofdverdachte en wordt hij door korpschef Frederik Speltinckx op staande voet ontslagen. Uiteindelijk wordt zijn onschuld bewezen en mag hij zijn oude functie weer opnemen. Hij voelt zich echter niet langer thuis in het team en vraagt zijn overplaatsing aan.
Op het einde van het seizoen duikt Wim op tijdens een interventie. Hij blijkt nu commissaris van Zone Kempen te zijn.

## Seizoen 4
Wanneer het team van Zone Stad op een zaak rond het Antwerpse diamantmilieu stoot, komt commissaris Jacobs van Zone Kempen zijn stempel op de gang van zaken drukken.
Wanneer commissaris Dani Wauters bij een interventie gewond raakt en ze tijdelijk buiten strijd is, stelt de korpschef Wim aan als tijdelijke vervanger. De korpschef, die nog steeds een manier zoekt om van Dani af te raken, besluit Dani weg te promoveren en Wim aan te stellen als definitieve commissaris van het team. Hierbij stoot Speltinckx echter op zwaar verzet van het team. Vooral Tom wil er alles aan doen om Dani als commissaris te kunnen houden en slaagt hier uiteindelijk in.

## Seizoen 5
Jacobs is gepromoveerd tot commissaris bij de Federale Politie. Hij komt weer in contact met het team van Zone Stad, wanneer blijkt dat zijn undercoveragent Brik Delsing een relatie heeft met inspecteur Fien Bosvoorde. Een heuse undercoveroperatie dreigt hierdoor te mislukken.

## Seizoen 8
Jacobs werkt nu voor het Comité P en viseert het team van Zone Stad na de verdachte dood van inspecteur Fien Bosvoorde. Hij lijkt er echter vooral op uit om Tom Segers het leven zuur te maken, en krijgt daarbij hulp uit onverwachte hoek: Dani Wauters. Zij gaat ermee akkoord bezwarende informatie over Tom aan te leveren, op voorwaarde dat haar positie als adjunct-korpschef ondanks enkele persoonlijke flaters blijft veiliggesteld. 